# Sinthusa
Sinthusa is een geslacht van vlinders uit de familie van de Lycaenidae, uit de onderfamilie van de Theclinae (kleine pages). De wetenschappelijke naam en de beschrijving van dit geslacht werden voor het eerst in 1884 gepubliceerd door Frederic Moore.

## Soorten
- S. aspra Doherty, 1891
- S. chandrana (Moore, 1882)
- S. indrasari (Snellen, 1878)
- S. makikoae Hayashi & Otsuka, 1985
- S. malika (Horsfield, 1829)
- S. menglaensis (Wang, 1997)
- S. mindanensis Hayashi, Schroder & Treadaway, 1978
- S. nasaka (Horsfield, 1829)
- S. natsumiae Hayashi, 1979
- S. peregrinus (Staudinger, 1889)
- S. privata Fruhstorfer, 1912
- S. rayata Riley, 1939
- S. tomokoae Hayashi & Iwanaga, 1974
- S. verena Grose-Smith, 1895
- S. verriculata (Snellen, 1891)
- S. virgo (Elwes, 1887)
- S. yagishitai Takanami, 1994
- S. zhejiangensis Yoshino, 1995

### Status onduidelijk
- S. odata Moore